# ماميثا مدببة الأسنان
المامِيثَا مدببة الأسنان نوع نباتي يتبع جنس الماميثا من الفصيلة الخشخاشية.

## البيئة والانتشار
ينتشر في وسط الأناضول.